# Stygnus mediocris
Stygnus mediocris – gatunek kosarza z podrzędu Laniatores i rodziny Stygnidae.

## Występowanie
Gatunek wykazany z Ekwadoru.